# Gibbaeum petrense
Gibbaeum petrense är en isörtsväxtart som först beskrevs av Nicholas Edward Brown, och fick sitt nu gällande namn av Tisch. Gibbaeum petrense ingår i släktet Gibbaeum och familjen isörtsväxter. Inga underarter finns listade i Catalogue of Life.

## Bildgalleri

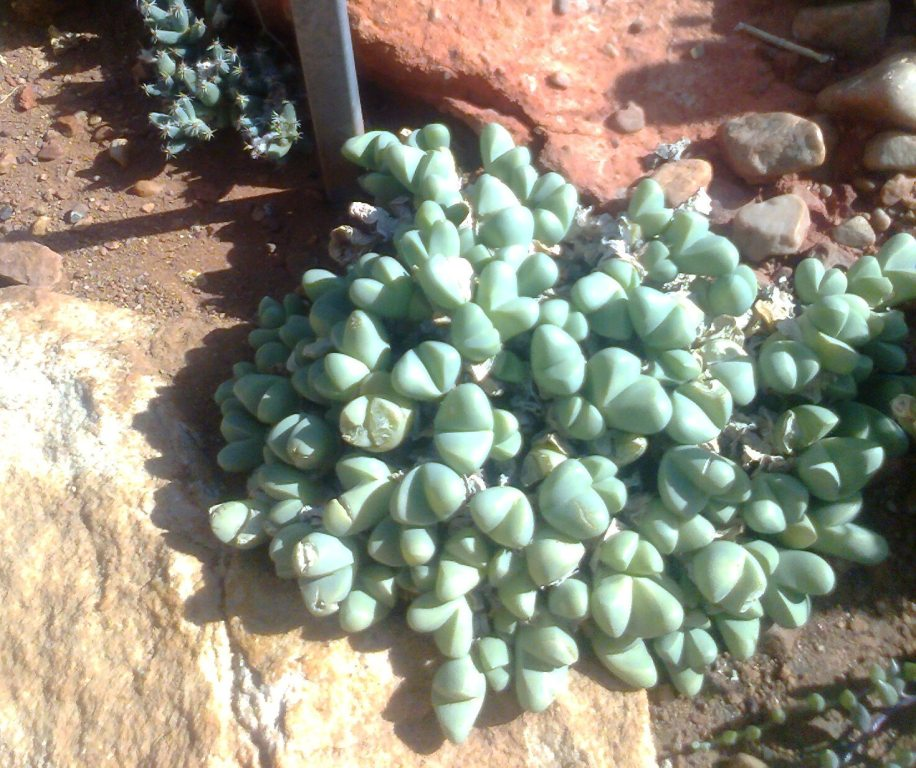
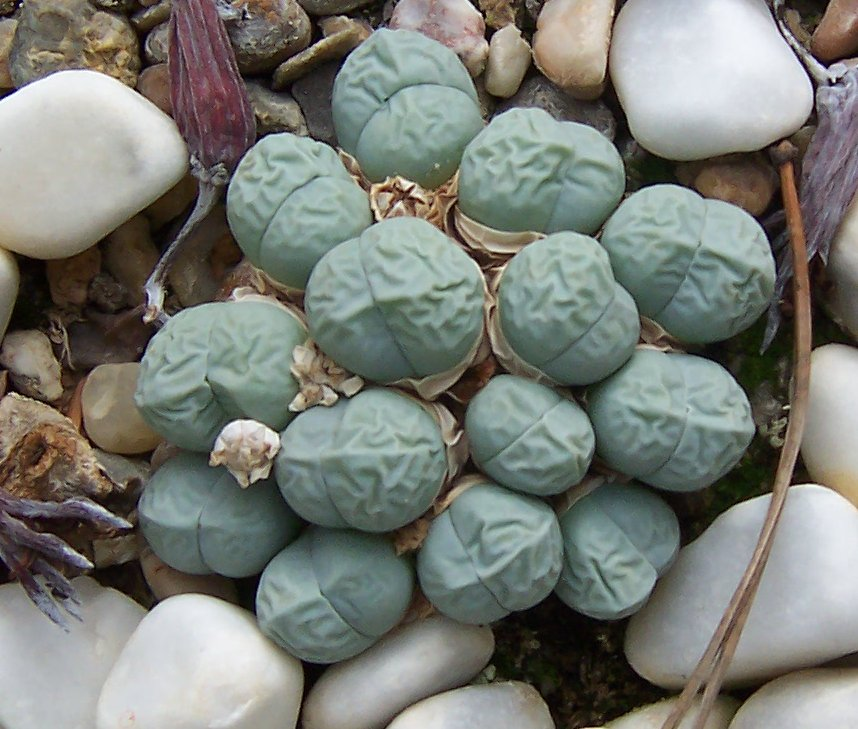